# Жозеф Роні-старший
Жозе́ф Анрі́ Роні́-старший (фр. J.-H. Rosny aîné, справжнє ім'я — Жозе́ф Анрі́ Оноре́ Бое́кс, фр. Joseph Henri Honoré Boex, 17 лютого 1856, Брюссель — 11 лютого 1940, Париж) — французький письменник бельгійського походження. Один з основоположників та піонерів фантастичної літератури. Відомий також творами інших жанрів, зокрема творами пригодницької, історичної, любовної та еротичної літератури. Загалом є автором понад 100 книг. До 1909 писав разом з молодшим братом Серафеном-Жюстеном-Франсуа, який взяв пізніше псевдонім Ж.-А. Роні-молодший.

## Біографія
Дитинство провів у Брюсселі. Потім зайнявся науковими дослідженнями з математики, фізики, хімії та інших природничих наук. У 1874 році після одруження він вирушив у Лондон. У 1885 році він переїхав до Парижа. Почав писати і публікувати удвох з братом Серафеном-Жюстеном-Франсуа Боексом під одним псевдонімом Ж.-А. Роні. П'єр Версен вважає, що у фантастичних романах і оповіданнях «не можна заперечувати, що частка старшого брата була вирішальною. Його стиль і його тематика достатньо впізнавані». Цю думку поділяє Мішель Дебрюйер: «талант не був поділений між двома братами. Очевидно, Жозеф-Анрі виявився справжнім творцем». Їхня перша робота Nell Horn de l'armée du Salut (1886) створена під впливом натуралізму. Він був одним з підписувачів знаменитого «Маніфесту п'яти», що критикував Еміля Золя. У 1887 році надійшла у продаж книга «Ксіпехузи», дія якої розгортається в далекому минулому. Первісні люди стикаються з вторгненням прибульців неорганічного походження. Роні буде ділити свої «фантастичні твори» між науковою фантастикою (тоді цього терміна ще не існувало) і романами про доісторичне минуле, як «Вамірех» (1892, вважається першим справжнім доісторичним романом) і особливо «По вогонь» (1909). у 1899 році він публікує в журналі Ревю Бланш театральний роман La fauve (1899).
З його «науково-фантастичних» робіт найвідоміші: «Катаклізм» (1888, перевиданий у 1896 році), «Інший світ» (1895), «Загибель Землі» (1911), «Таємнича сила» (1913), «Зореплавці» (1925). У 1908 році брати Роні перестали публікуватися разом: Жозеф Анрі підписувався як «Ж.-А. Роні-старший», а Серафін-Жюстен як «Ж.-А. Роні-молодший».
У 1897 році Ж.-А. Роні став кавалером ордена Почесного легіону.
Увійшов разом з братом у Гонкурівську академію, створену за заповітом Едмона де Гонкура, з моменту створення цього товариства в 1903 році. Був президентом цього товариства з 1926 по 1940 рік, коли цю посаду обійняв Роні-молодший.

## Творчість
Автор пригодницької прози, романів про доісторичне минуле, один з родоначальників жанру наукової фантастики. Залишив також «Літературні спогади» (1927), «Портрети і спогади» (1945).
Спільно були написані романи «Вамірех» (1892) і «Ейрімах» (1893), що відносяться до «доісторичної» тематики, а також ряд новел, як доісторичних (наприклад, «Глибини Кійамо», 1896), так і науково-фантастичних («Інший світ», 1898 тощо). Коли брати посварилися (офіційною причиною послужили відмінності в характері), з'явилися двоє окремих письменників — Роні-молодший і Роні-старший.

### Вибрані фантастичні твори
- Ксіпехузи[fr] (1887). Вперше у світовій фантастиці прибульці представлені не антропоморфними. Первісні люди стикаються із вторгненням прибульців неорганічного походження, комунікація з якими неможлива в принципі.
- Вамірех (1892). Кам'яний вік. Молодий воїн досліджує навколишній дикий світ. Тривала подорож у пониззя річки дарує йому не тільки досвід і знання, а й союз з іншими племенами.
- Ейрімах (1893).
- Німфея (1893). Автор зображує невідоме науці плем'я, що пристосувалося до життя у водному середовищі чи не краще, ніж на суші.
- Інший світ (1895). Людство не самотнє на Землі, а ділить планету з безліччю невидимих і невловимих істот. Тільки людина-мутант з надздібностями бачить прояви цього чужого життя.
- Катаклізм (1896). На одному з плато на території Франції відбувається зміна фізичних законів. Причина невідома. Ясно тільки, що те, що відбувається, викликане електромагнітним феноменом, джерело якого знаходиться десь за межами Землі.
- По вогонь (1909). Історія про пошук вогню, такого необхідного в первісному суспільстві. Екранізована у 1981 році Жаном-Жаком Анно, фільм отримав дві премії «Сезар» і премію «Оскар».
- Загибель Землі (1910).
- Таємнича сила (1913). Комета пролітає поблизу Землі, якесь таємниче «насіння» потрапляє в тіла людей і пов'язує їх невидимими, але нерозривними нитками; в результаті суспільство розпадається на дрібні ізольовані групи, на Землі наступає новий льодовиковий період, що означає кінець цивілізації і нестримне сповзання людства до варварства.
- Печерний лев[9] (1918). Двоє молодих воїнів при дослідженні печер і підземної річки після невеликого землетрусу виходять на інший бік непрохідного гірського хребта. Там з ними відбуваються дивовижні події: зустрічі з іншими племенами, сутички з дивовижними тваринами і дружба з печерним левом. Продовження повісті По вогонь, але з самостійним сюжетом.
- Юний вампір (1920). Вперше в літературі вампіризм описується як генетична мутація, яка передається з покоління у покоління.
- Дивовижна подорож Гертона Айронкестля (1922). Герої роману вирушають вглиб Африки і потрапляють у дивний ліс. Тут переважають блакитний і фіолетовий кольори. Серед рослинних форм панують гігантські мімози, що досягають висоти великих дерев і набули в ході тисячоліть еволюції надзвичайних властивостей. Властивості ці змушують героїв роману прямо говорити про інтелект мімоз-гігантів.
- Зореплавці[fr] (1925). Давня цивілізація на Марсі повільно згасає, а на зміну їй йдуть протоплазмові «зооморфи». У цьому творі вперше застосовано термін «астронавтика».
- Ельвор з Блакитної річки[fr][10] (1929). Доісторичний роман, основною темою якого є нещадне зіткнення двох первісних рас у боротьбі за жінок.

### Українські переклади
Як за життя автора, так і в наш час твори Жозефа Роні-старшого неодноразово видавались українською мовою:
- Роні-старший Ж. По огонь = (La guerre du feu): Роман з часів передісторії / Переклав з фр. і вступну статтю зладив Остап Нитка [Є. І. Касяненко]. — [Київ]: [Видавн. Т-во «Криниця». Друк. Т-ва «Криниця»], 1918. — 220 с. — (Світова Бібліотека; Ч. 2).
- Роні-старший Ж. Вамірег: Повість з часів кам'яного віку. — К.; Х.: Книгоспілка, 1925. — 175 с.
- Роні-старший Ж. Вибрані твори. Т.1: По огонь = La guerre du feu: Роман з передісторичних часів /Пер. з фр. Євг. Касяненко. — Х.: Держ. вид-во України, 1928. — 272 с.: портр. — Х.: Держвидав України, 1928. — 270 с.
- Роні-старший Ж. Вибрані твори. Т.2: На нові землі. — Х.: Держвидав України, 1928. — 237 с.
- Роні-старший Ж. Етруське кохання (Дві коханки). — Х.: Держвидав України, 1928. — 144 с.
- Роні-старший Ж. Червона хвиля. — Х.: Держвидав України, 1928. — 458 с.
- Роні-старший Ж. Таємнича сила: Фантастичний роман. — Х.: Держвидав України, 1929. — 171 с.
- Роні-старший Ж. Зореплавці. 1930. — 111 с.
- Роні-старший Ж. Кінець людства. 1930. — 104 с.
- Роні-старший Ж. А. По огонь. Роман з передісторичних часів. — Харків-Одеса: Дитвидав, 1935. — 190 с.
- Роні-старший Ж. На нові землі: Роман з передісторичних часів / Пер. з фр. Євген Касяненко. — Х.; О.: Дитвидав ЦК ЛКСМУ, 1936. — 149 с.
- Роні-старший Ж. На нові землі = Le felin geant: Роман з передіст. часів / Пер. з фр. Є. Касяненко; худож. О. Довгаль. — Х.: Дитвидав ЦК ЛКСМУ, 1936. — 151 с.: ілюстр.
- Роні-старший Ж. Боротьба за вогонь: Повість / Пер. з фр. М. Гайдая; Худож. Л. Каплан, М. Вишеславцев. — К.: Дитяча література, 1957. — 181 с.: іл.
- Роні-старший Ж. На нові землі. — К.: Дитвидав УРСР, 1959. — 166 с.
- Роні-старший Ж. По вогонь; Печерний лев: Повісті. Худ. Ковпаненко Г. С. — К.: Молодь, 1979. — 280 с.: іл. — (Компас).
- Роні-старший Ж. Боротьба за вогонь; Печерний лев: [пер. з фр.]. — [Харків]: Пілігрим, [2005]. — 351 с.: іл. — Серія (Бібліотека пригод).
- Роні-старший Ж. Боротьба за вогонь: Роман: [Для серед. шк. віку]: Пер. з фр. [Іл.: М. М. Вишеславцев]. — К.: Школа, 2005. — 223 c. — Серія: «Світ неймовірних пригод».
- Роні-старший Ж. Печерний лев: Повість: [Для серед. шк. віку] / Пер. з фр.: А. О. Перепадя; [Іл.: Л. П. Дурасов]. — К.: Школа, 2006. — 202 c. — Серія: («Світ неймовірних пригод»).
- Роні-старший Ж. Печерний лев: Повість / пер. з фр. А. О. Перепаді. — К.: Школа 2006. — 202 с.: іл. — Серія («Моя улюблена книжка»).
- Роні-старший Ж. Боротьба за вогонь: Роман: Для середн. шк. віку: Пер. з франц. — К.: Школа, 2006. — 223 с.: іл. — Серія («Світ неймовірних пригод»).
- Роні-старший Ж. Боротьба за вогонь: Роман: Для серед. шк. віку / Пер. з фр.; Худож. М. Вишеславцев, С. Железняк. — К.: Школа, 2006. — 224 с.: іл. — («Моя улюблена книжка»).

## Визнання
- Нагороджений орденом Почесного легіону (1897).
- Член Ґонкурівської академії, з 1926 її президент.
- Книги Роні перевидаються до нинішнього дня багатьма мовами, множаться дослідження його романів у контексті відкриттів і страхів епохи.
- З 1980 у Франції вручається премія Жозефа Роні-старшого за кращий твір у жанрі наукової фантастики за двома номінаціями — роман і новела.
- На честь Жозефа Роні-старшого названо астероїд (223633) Роніене[12].